# Toy Story 4
Toy Story 4 es una película de comedia dramática animada por computadora  estadounidense de 2019, es la cuarta entrega de la saga de animación Toy Story y la secuela de Toy Story 3 (2010). Está producida por Pixar Animation Studios, y fue lanzada por Walt Disney Pictures. La cinta fue dirigida por Josh Cooley y producida por John Lasseter, director de Toy Story (1995) y Toy Story 2 (1999). La historia fue concebida por el equipo de redacción del Toy Story original: Lasseter, Pete Docter, Andrew Stanton y Lee Unkrich. La película cuenta con las voces de Tom Hanks, Tim Allen, Annie Potts, Tony Hale, Christina Hendricks, Keanu Reeves, Ally Maki, Keegan-Michael Key, Jordan Peele, Madeleine McGraw, Jay Hernández, Lori Alan y Joan Cusack.
La película sigue directamente a Toy Story 3, ya que Woody, Buzz Lightyear y sus otros amigos juguetes han encontrado una nueva oportunidad al vivir con Bonnie. A ellos se les une Forky, un cuchador que se ha convertido en un juguete, y se embarcan en una aventura de viaje por carretera. La película está dedicada al actor Don Rickles y al animador Adam Burke, quienes murieron el 6 de abril de 2017 y el 8 de octubre de 2018, respectivamente.
Toy Story 4 se estrenó el 11 de junio de 2019 en Los Ángeles, y se estrenó en los Estados Unidos el 21 de junio de 2019 en RealD 3D, Dolby Cinema e IMAX. La película ha recaudado $1 mil millones en todo el mundo, convirtiéndose en la película más taquillera de la franquicia y la quinta película más taquillera de 2019, así como ser es su año de estreno la 30ª película más taquillera de todos los tiempos, la quinta película animada más taquillera de todos los tiempos. Al igual que sus predecesores, Toy Story 4 recibió críticas positivas por su historia, humor, emoción, animación y actuaciones vocales. En la 92.ª entrega de los premios Óscar, la película ganó la categoría Mejor Película Animada. Una secuela, Toy Story 5, está en desarrollo.

## Argumento
Hace nueve años, tiempo antes de los eventos de Toy Story 3, Bo Peep y Woody tratan de rescatar a Control, el coche a control remoto de Andy, durante una tormenta. Luego de finalizar el rescate, Woody observa como Bo es donada a una nueva dueña, y considera irse con ella, pero luego decide quedarse con Andy al comprender que es un juguete fundamental para su dueño. Años después de los eventos de "Toy Story 3", un adolescente Andy de 17 años los dona a Bonnie, una niña más joven, antes de que se vaya a la universidad. Mientras los juguetes disfrutan tener un nuevo dueño, Woody lucha para adaptarse a un ambiente donde no es el favorito como lo fue con Andy, evidenciándose esto cuando le quita la insignia de sheriff a Woody y se la pone a Jessie, sin siquiera molestarse en darle un rol durante su tiempo de juego.
El día de la orientación del jardín de infantes de Bonnie, Woody se preocupa por ella y se escabulle en su mochila. Después de que un compañero de clase le quitará los materiales de artesanía de Bonnie, Woody recupera encubiertamente los materiales y varios pedazos de desperdicios de la basura, incluido un cuchador de plástico. Bonnie usa estos para crear un cuchador bípedo con ojos saltones, a quien llama "Forky". El improvisado juguete para sorpresa del sheriff cobra vida en la mochila de Bonnie y comienza a experimentar una crisis existencial, ya que cree que es basura en lugar de un juguete y desea permanecer en un basurero. Forky se convierte en el juguete favorito de Bonnie, y Woody se encarga ahora de evitar que Forky se tire a sí mismo a la basura.
Cuando la familia de Bonnie se va de viaje, Forky salta por la ventana de la caravana y Woody lo persigue. Después de que Woody explica lo importante que es para Bonnie, Forky decide acompañar a Woody y regresar con ella. Cerca del parque de caravanas donde se aloja la familia de Bonnie, Woody ve la lámpara de Bo Peep en el escaparate de una tienda de antigüedades y entra, con la esperanza de encontrarla. En el interior, él y Forky se encuentran con una muñeca que habla llamada Gabby Gabby, que desea que la caja de voz de Woody reemplace la suya que está rota. Mientras Woody puede escapar, Gabby Gabby captura a Forky. En un parque, Woody se reúne con Bo Peep y sus ovejas Billy, Goat y Gruff, que ahora viven como juguetes "perdidos" que no están dedicados a un niño. Bo acepta ayudar a Woody a salvar a Forky y volver con Bonnie.
Mientras tanto, Buzz busca a Woody, pero se pierde en un recinto ferial y se convierte en un premio de juego de carnaval. Él escapa cuando manipula a los peluches Ducky y Bunny, y se encuentran con Woody y Bo. Con la ayuda de la policía de bolsillo Giggle McDimples y el temerario juguete Duke Caboom, intentan sin éxito rescatar a Forky de Gabby Gabby, sus secuaces, marionetas de ventrílocuo y el gato atigrado de la dueña de la tienda. Después del rescate fallido, Bo y los otros juguetes discuten sobre si regresar. Woody declara que rescatar a Forky es su propósito restante y le dice a Bo que ser leal es algo que un juguete perdido no entendería. Solo, Woody se encuentra con Gabby Gabby nuevamente, quien expresa su anhelo por el amor de un niño. Woody simpatiza con su difícil situación y voluntariamente cambia su caja de voz por Forky.
Para cuando Bonnie aparece en la tienda para reclamar su mochila que dejó olvidada, Woody observa a Gabby Gabby cuando es rechazada por la niña que anhelaba convertir en su dueña, Harmony la nieta de la dueña de la tienda. Woody consuela a Gabby Gabby con el corazón roto y la invita a convertirse en uno de los juguetes de Bonnie. Bo regresa con los demás para ayudar y se reconcilia con Woody. Se dirigen a la feria, mientras Forky busca a los juguetes de Bonnie y a Buzz, quienes interfieren con los controles de la caravana, lo que obliga al padre de Bonnie a regresar a la feria. Cuando Gabby Gabby ve a una niña llorando perdida en la feria, decide convertirse en el juguete de la niña, alentándola a acercarse a un guardia de seguridad y reunirse con sus padres.
En el carrusel, Woody y Bo comparten un agridulce adiós, pero Woody duda en dejar a Bo nuevamente. Después de que Buzz le dice a Woody que Bonnie estará bien incluso sin él, Woody decide quedarse con Bo en lugar de regresar con Bonnie. Woody le pasa su insignia de sheriff a Jessie y se despide de sus amigos con una final y emotiva despedida con la frase dicha por Buzz y Woody, "Hasta el infinito y más Allá". Mientras Buzz, Jessie, Slinky, Rex, Hamm, Bullseye, Mr. Potato Head, Mrs Potato Head, Trixie, Buttercup, Dolly y Forky regresan a la caravana de Bonnie.
Woody y Bo comienzan una vida juntos con Ducky, Bunny, Giggle McDimples y Duke Caboom, dedicados a encontrar nuevos dueños para los juguetes perdidos. En su primer día de primaria, Bonnie crea otro juguete con un cuchillo de plástico, que sufre la misma crisis existencial de Forky, que se enamora de ella.
En una escena poscréditos, Duke Caboom sustituye a la tradicional mascota de Pixar; Luxo Jr al saltar sobre la I del logo del estudio y choca su mano con un soldado de juguete que había sido ignorado por Woody cuando se reencontró con Bo.

## Reparto y doblaje
| Personaje                                        | Actor original (EE. UU.) | Doblaje para Hispanoamérica | Doblaje para España   |
| ------------------------------------------------ | ------------------------ | --------------------------- | --------------------- |
| Woody                                            | Tom Hanks                | Arturo Mercado Jr.          | Óscar Barberán        |
| Bo Peep                                          | Annie Potts              | Diana Santos                | María Moscardó        |
| Forky                                            | Tony Hale                | Arturo Castañeda            | Sergio Mesa           |
| Buzz Lightyear                                   | Tim Allen                | José Luis Orozco            | José Luis Gil         |
| Gabby Gabby                                      | Christina Hendricks      | Liliana Barba               | Irene Mirás           |
| Ducky                                            | Keegan-Michael Key       | Óscar Flores                | Roger Isasi-isasmendi |
| Bunny                                            | Jordan Peele             | Dan Osorio                  | Xadi Mouslemeni Mateu |
| Duke Caboom / Duque Boom                         | Keanu Reeves             | Ricardo Tejedo              | Sergio Zamora         |
| Giggle McDimples / Risitas McRisas               | Ally Maki                | Edurne Keel                 | Laura Pastor          |
| Bonnie Anderson                                  | Madeleine McGraw         | Abril Gómez                 | Daniela Portugués     |
| Mamá de Bonnie                                   | Lori Alan                | Diana Pérez                 | Gemma Martín          |
| Papá de Bonnie                                   | Jay Hernández            | Noé Velázquez               | Manuel Gimeno         |
| Jessie                                           | Joan Cusack              | Irán Castillo               | Núria Trifol          |
| Rex                                              | Wallace Shawn            | José Gilberto Vilchis       | Pep Sais              |
| Sr. Cara de Papa / Sr. Patata                    | Don Rickles              | Jesse Conde                 | Miguel Ángel Jenner   |
| Hamm                                             | John Ratzenberger        | Arturo Mercado              | Jose Javier Serrano   |
| Slinky                                           | Blake Clark              | Carlos del Campo            | Ricky Coello          |
| Sra. Cara de Papa / Sra. Patata                  | Estelle Harris           | María Santander             | Ana Ángeles García    |
| Dolly                                            | Bonnie Hunt              | Olivia Luna                 | Montserrat Puga       |
| Trixie                                           | Kristen Schaal           | Carla Medina                | Sara Heras            |
| Buttercup / Poni                                 | Jeff Garlin              | Mario Filio                 | Juan Amador Pulido    |
| Señor Espinas / Señor Púas                       | Timothy Dalton           | Moisés Palacios             | Antonio Billar        |
| Los Bensons                                      | Steve Purcell            | Steve Purcell               | Steve Purcell         |
| Combat Carl                                      | Carl Weathers            | Santos Alberto              | Ramón Canals          |
| Marcianitos                                      | Jeff Pidgeon             | Luis Leonardo Suárez        | Aitor González        |
| Billy, Goat, Gruff / Billy, Cabri, Gruñi         | Emily Davis              | Emily Davis                 | Emily Davis           |
| Andrew "Andy" Davis                              | Jack McGraw              | Oliver Díaz                 | Samuel Navarro        |
| Mamá de Andy                                     | Laurie Metcalf           | Ruth Toscano                | Pepa Castro           |
| Harmony                                          | Lila Sage Bromley        | Pola Katz                   | Celia Sol             |
| Mamá de Harmony                                  | Patricia Arquette        | Cristina Hernández          | Geni Rey              |
| Margaret                                         | June Squibb              | Ángela Villanueva           | Josefina Rius         |
| Niña perdida                                     | Maliah Bargas-Good       | Sary Katz                   | Marina Roldán         |
| Miss Wendy / Señorita Wendy                      | Juliana Hansen           | Jessica Ángeles             | Isabel Valls          |
| Melephant Brooks / Melefante Brooks              | Mel Brooks               | Jaime Vega                  | Toni Astigarraga      |
| Chairol Burnett                                  | Carol Burnett            | Magdalena Leonel            | Alicia Laorden        |
| Carl Reineroceros / Carl Rinoceronte             | Carl Reiner              | Paco Mauri                  | Óscar Ruiz            |
| Bitey White                                      | Betty White              | Magda Giner                 | Roser Aldabó          |
| Old Timer / Abuelo                               | Alan Oppenheimer         | Francisco Colmenero         | Enric Isasi-isasmendi |
| Axel                                             | Bill Hader               | Alan Bravo                  | Hernán Fernández      |
| Juguete de cebra                                 |                          | Guillermo Aponte Mille      | Por confirmar         |
| Juguete de tiburón                               |                          | Abraham Vega                | Por confirmar         |
| Knifey                                           | Melissa Villaseñor       | Berenice Esquivel           | Susana Macías         |
| Anunciador de TV. Caboom / Locutor de Duque Boom | Flea                     | Mauricio Pérez              | Óscar Ruiz            |

(*) Debido al fallecimiento de Jesús Barrero el 17 de febrero de 2016, se realizó un casting para la nueva voz de Rex, resultando su sobrino José Gilberto Vilchis, como la nueva voz del personaje.

## Producción
En una entrevista de 2010, Lee Unkrich, el director de Toy Story 3, declaró inicialmente que no se planeaba una cuarta película de Toy Story. «Bueno, no tenemos ningún plan para Toy Story 4», dijo Unkrich. «Me siento halagado de que la gente pregunte al respecto, me recuerda lo mucho que la gente ama a los personajes, pero fue realmente importante para mí que no solo creamos otra secuela, que no se trata simplemente de otro apéndice proveniente de las otras dos». Unkrich continuó diciendo, «puede haber oportunidades para Woody y Buzz en el futuro, pero no tenemos ningún plan en este momento». También se informó que Tom Hanks y Tim Allen serían contratados para una cuarta película de Toy Story si Pixar alguna vez decidiera producir una. En una entrevista de la BBC en 2011, Hanks dijo que creía que Pixar estaba trabajando en una secuela. En febrero de 2013, Disney negó los rumores de que Toy Story 4 estaba en producción, diciendo que «nada es oficial».
Toy Story 4 fue anunciada oficialmente por Disney durante la convocatoria de un inversor el 6 de noviembre de 2014. El exjefe de Pixar John Lasseter regresó para dirigir, con escritores como Rashida Jones y Will McCormack que se unieron al proyecto después de que Lasseter y Andrew Stanton escribieran un tratamiento cinematográfico basado en una discusión entre ellos, Pete Docter y Unkrich. Galyn Susman fue luego elegida como productora. Lasseter declaró que Pixar decidió producir la secuela debido a su «pasión pura» por la serie. Él dijo en ese momento que Toy Story 4 sería una historia de amor. Según Lasseter, «Toy Story 3 terminó la historia de Woody y Buzz con Andy tan perfectamente que, durante mucho tiempo, nunca hablamos sobre hacer otra película de Toy Story. Pero cuando a Andrew, Pete, Lee y yo se nos ocurrió esta nueva idea, no podía dejar de pensar en eso. Fue muy emocionante para mí, sabía que teníamos que hacer esta película, y quería dirigirla yo mismo».
En marzo de 2015, el presidente de Pixar, Jim Morris, describió la película como una comedia romántica, y afirmó que no sería una continuación de la tercera película, sino una secuela independiente. El mismo mes Variety informó que Josh Cooley, el jefe de la historia en Inside Out (2015), había sido nombrado codirector de Toy Story 4. Por la misma época, Lasseter afirmó que la cuarta película había sido un secreto tan mantenido en Pixar que incluso Morris y Edwin Catmull (presidente de Pixar y Disney Animation, a quien Morris informa) no sabían que se estaba discutiendo hasta que Stanton terminó un tratamiento pulido. También hizo hincapié en que tanto en Pixar como en Disney Animation, «no hacemos ninguna secuela porque queremos imprimir dinero». Según Lasseter, ambos estudios realizan secuelas solo si los cineastas que crearon la película original están listos para contar otra historia en el mismo mundo.
En agosto de 2015 en la Expo D23, Lasseter dijo que la película se centraría en el romance entre Woody y Bo Peep, y el viaje de Woody y Buzz para encontrarla. En mayo de 2016, Hanks dijo que había terminado su primer período en el doblaje de su personaje.
En julio de 2017, en la D23, Lasseter anunció que había renunciado como director, dejando a Cooley como el único director de la película. Lasseter explicó que, entre sus puestos como director creativo de Pixar, Walt Disney Animation Studios y DisneyToon Studios, no podía comprometerse a dirigir la película.
El 18 de enero de 2018, se anunció que la película sería escrita por Stephany Folsom, reemplazando a los escritores originales, Rashida Jones y Will McCormack, quienes se retiraron del proyecto en noviembre de 2017 debido a «diferencias filosóficas». El 2 de junio de 2018, la actriz de voz de Bo Peep Annie Potts confirmó que tres cuartas partes del guion original de Jones y McCormack fueron descartadas y reescritas.

## Banda sonora
El 14 de agosto de 2015, en la D23 Expo, Pixar informó que Randy Newman, quien ya había escrito canciones para las películas anteriores, se encontraba participando de la película. La banda sonora se publicó el 21 de junio de 2019 junto con el estreno de la película en cines. Esta incluye la ya conocida canción «You've Got a Friend in Me», que es la principal de la franquicia desde la primera película. Las dos nuevas canciones originales fueron «I Can’t Let You Throw Yourself Away» y «The Ballad of the Lonsome Cowboy», esta última con dos versiones, una para la película, interpretada por Chris Stapleton, y otra para la banda sonora, interpretada por el mismo Newman.
| N.º | Título                                                                | Duración |  |
| 1.  | « You've Got a Friend in Me»                                          | 2:04     |  |
| 2.  | «I Can't Let You Throw Yourself Away»                                 | 2:06     |  |
| 3.  | «The Ballad of the Lonsome Cowboy» (Interpretada por Chris Stapleton) | 1:45     |  |
| 4.  | «Operation Pull Toy»                                                  | 5:19     |  |
| 5.  | «Woody's Closet of Neglect»                                           | 3:56     |  |
| 6.  | «School Daze»                                                         | 4:22     |  |
| 7.  | «Trash Can Chronicles»                                                | 3:28     |  |
| 8.  | «The Road to Antiques»                                                | 2:42     |  |
| 9.  | «A Spork in the Road»                                                 | 1:56     |  |
| 10. | «Rubber Baby Buggy Butlers»                                           | 1:53     |  |
| 11. | «Buzz's Flight & a Maiden»                                            | 4:07     |  |
| 12. | «Ducky, Bunny & Tea»                                                  | 2:17     |  |
| 13. | «Moving at the Speed of Skunk»                                        | 1:35     |  |
| 14. | «Bo Peep's Panorama for Two»                                          | 2:36     |  |
| 15. | «Three Sheeps to the Wind»                                            | 2:55     |  |
| 16. | «Sneaking and Antiquing»                                              | 1:42     |  |
| 17. | «Recruiting Boom Caboom»                                              | 1:17     |  |
| 18. | «Prepping the Jump»                                                   | 2:20     |  |
| 19. | «Let's Caboom!»                                                       | 4:06     |  |
| 20. | «Cowboy Sacrifice»                                                    | 2:07     |  |
| 21. | «Operation Harmony»                                                   | 4:24     |  |
| 22. | «Duke's Best Crash Ever»                                              | 2:43     |  |
| 23. | «Gabby Gabby's Most Noble Thing»                                      | 3:03     |  |
| 24. | «Parting Gifts & New Horizone»                                        | 5:05     |  |
| 25. | «The Ballad of the Lonsome Cowboy»                                    | 1:46     |  |
| 26. | «Plush Rush»                                                          | 1:12     |  |

## Estreno
Originalmente, la película estaba programada para su estreno en cines el 16 de junio de 2017, pero el 8 de octubre de 2015, la fecha de lanzamiento se retrasó hasta el 15 de junio de 2018, lo que permitió a Pixar lanzar Cars 3. El 26 de octubre de 2016, la película se retrasó nuevamente hasta el 21 de junio de 2019, mientras que la fecha del 15 de junio de 2018 fue tomada por Los Increíbles 2, que estaba más avanzada en producción. La película también se mostró en cines IMAX. Además, fue una de las primeras películas en ser lanzada en el servicio de transmisión de Disney, junto con Frozen 2 y el remake de acción en vivo de El rey león. La película finalmente se estrenó en cines a nivel mundial el 21 de junio de 2019. 

### Marketing
El primer póster teaser fue revelado en la D23 Expo 2015 junto con los primeros pósteres para Cars 3 y Los Increíbles 2. Pixar proyectó las primeras imágenes de la película en CineEurope 2018. El primer avance, que presentó a Forky, así como su actor de voz Tony Hale, junto con el póster oficial, se lanzaron el 12 de noviembre de 2018. El avance presenta la grabación de Judy Collins de "Both Sides Now" (originalmente escrita por Joni Mitchell). Al día siguiente se lanzó un video de "reacción teaser", que presenta a los personajes de Ducky y Bunny, con la voz de Key y Peele en una parodia de su recurrente "The Valets" de Key & Peele. El 28 de noviembre de 2018, se lanzó un nuevo póster teaser internacional. El 3 de febrero de 2019, poco después de la conclusión del Super Bowl LIII, se lanzó un nuevo adelanto, que reintrodujo a Bo Peep que había estado ausente de Toy Story 3. Después de esta revelación, la Gente para el Tratamiento Ético de los Animales emitió una queja de que Bo Peep todavía estaba usando un ladrón de pastores y lo consideraba un "símbolo de dominación sobre los animales", y solicitó que Pixar cambiara esto antes de que la película se estrenara formalmente. El 15 de febrero de 2019, se mostró un clip de la película durante la entrevista de Annie Potts en Good Morning America.
El tráiler oficial de la película fue lanzado el 19 de marzo de 2019. El 27 de marzo se lanzó un avance internacional que mostraba más imágenes. El 3 de abril, los primeros 17 minutos de la película se mostraron en CinemaCon, con una recepción positiva. El 18 de abril de 2019 se presentó una serie de anuncios televisivos, conocidos como "Old Friends & New Faces", con el primero con el rediseñado Bo Peep. El 21 de mayo, se lanzó un tráiler final.

### Versión casera
Toy Story 4 se lanzó digitalmente el 1 de octubre de 2019 y en Blu-ray y DVD Ultra HD el 8 de octubre de 2019. Fue una de las primeras películas nuevas que se incluyó en Disney+ poco después de su estreno.

## Recepción

### Taquilla
Al 15 de septiembre de 2019, Toy Story 4 ha recaudado $432.4 millones en los Estados Unidos y Canadá, y $625.7 millones en otros territorios, para un total mundial de $1,058 mil millones. La película tuvo una apertura mundial de $244.5 millones, la 46a más alta y la más grande para una película animada. Cruzó la marca de los mil millones de dólares el 13 de agosto de 2019, convirtiéndose en la 43a película y la cuarta película de Pixar en hacerlo. También fue la quinta película lanzada por Disney en 2019, y la sexta en general, en cruzar el hito, ambos récords por un solo año.

#### Estados Unidos y Canadá
A partir del 28 de mayo de 2019, en sus primeras 24 horas de preventa, Toy Story 4 estableció los récords en Fandango para la mayoría de las entradas vendidas por una película animada en ese marco (superando a Los Increíbles 2), mientras que Atom Tickets informó que vendió casi 50% más que las tres películas animadas más vendidas combinadas en su primer día (Los Increíbles 2, Ralph Breaks the Internet y Hotel Transylvania 3: Summer Vacation). La película se estrenó junto a Child's Play y Anna, y se proyectó que recaudaría entre 140 y 160 millones de dólares en su primer fin de semana, y algunos predicen que podría debutar hasta $200 millones. Jugó en 4.575 teatros, el segundo más histórico de todos los tiempos detrás de Avengers: Endgame. Toy Story 4 ganó $47.4 millones en su primer día, incluidos $12 millones de los avances de la noche del jueves, la segunda cantidad más alta para una película animada, detrás de Los Increíbles 2. La película debutó con $120.9 millones durante el fin de semana, terminando primero en la taquilla. Aunque por debajo de las proyecciones, los ejecutivos de Disney se mostraron complacidos con el debut, ya que continuó con la "notable consistencia" de Pixar en la taquilla y mostró "prueba del amor de mucho tiempo del público por la franquicia Toy Story". Además, fue la mejor apertura de la serie, la más grande para una película con clasificación G y la cuarta más alta de todos los tiempos para una película animada. En su segundo fin de semana, Toy Story 4 ganó $59.7 millones y retuvo el primer puesto en la taquilla. Recaudó $33.9 millones en su tercer fin de semana, pero fue destronado por el recién llegado Spider-Man: lejos de casa. En agosto de 2019, la película superó a El Rey León (1994, $422 millones incluyendo relanzamientos), que ostentan el título durante los últimos 25 años (1994-2003 y 2011-2019) para convertirse en la película con calificación G más taquillera de todos los tiempos a nivel nacional.

#### Otros territorios
La película se estrenó día a día con los Estados Unidos en 37 países (64% de su mercado total), y se proyecta que recaudará alrededor de $100 millones en el extranjero para un debut mundial de $260 millones. En China, donde la película se estrenó junto con un relanzamiento de Spirited Away (2001), se esperaba que debutara en $15-20 millones. Hasta el 2 de septiembre de 2019, los mercados más grandes de la película fueron Japón ($90.1 millones), el Reino Unido ($79.9 millones, el tercero más alto de todos los tiempos para una película animada), México ($72 millones), Brasil ($32.5 millones), Francia ($29.2 millones), China ($29.1 millones), Argentina ($28.9 millones), Australia ($28.9 millones) y Corea del Sur ($24.7 millones).

### Crítica
En el agregador de reseñas Rotten Tomatoes, la película tiene una calificación de aprobación del 97 % basada en 458 reseñas, con una calificación promedio de 8.4/10. El consenso de críticos del sitio web dice: "Conmovedor, divertido y bellamente animado, Toy Story 4 maneja la improbable hazaña de extender, y quizás concluir, una saga animada prácticamente perfecta". Metacritic, que utiliza un promedio ponderado, asignó a la película una puntuación de 84 de 100 basada en 57 críticos, lo que indica "aclamación universal". El público encuestado por CinemaScore le dio a la película una calificación promedio de "A" en una escala de A + a F, mientras que aquellos en PostTrakle dio una puntuación positiva general del 89 % y una "recomendación definitiva" del 75 %.
La película recibió una calificación de cuatro estrellas de Matt Zoller Seitz de RogerEbert.com, quien escribió: "Esta franquicia ha demostrado una capacidad impresionante para vencer las probabilidades y reinventarse, durante un período de tiempo suficiente para que dos generaciones crezcan en "Es una juguetería de ideas, con nuevas maravillas en cada pasillo". Ann Hornaday de The Washington Post también dio a la película 4 de 4 estrellas y alabó su 'brebaje visualmente deslumbrante de esquemas astutos y audaces aventuras', así como lograr "un equilibrio casi perfecto entre la familiaridad y novedad, acción y emoción, y saludos alegres y más despedidas agridulces". Peter DeBruge de Variety escribió: "Toy Story marcó el comienzo de la era de los dibujos animados animados por computadora, y la cuarta película concluye la saga maravillosamente. Al menos, por ahora". Robbie Collin de The Daily Telegraph escribió, "Toy Story 4 reafirma que Pixar, en su mejor momento, son como ningún otro estudio de animación alrededor".
Escribiendo para IndieWire , David Ehrlich le dio a la película una calificación de B + y escribió: "Inteligente, sin aliento y nunca maníaco solo por mantener ocupados los ojos de sus hijos, la acción en Toy Story 4 está impulsada por los personajes y se mueve a la perfección". Peter Travers de Rolling Stone, quien le dio a la película cuatro estrellas y media de cinco estrellas, elogió su "poder visual, diversión y sentimiento conmovedor" y elogió la interpretación de Tony Hale como Forky. Joe Morgenstern de The Wall Street Journal dijo: "la nueva película no es perfecta, pero es muy agradable y habla, con una flotabilidad fascinante. Mientras que Peter Rainer de The Christian Science Monitor escribió que la película no lo puso "a pesar de la emoción emocional como lo hizo su predecesor", él todavía le dio una calificación de A- y dijo: "es consistentemente inventivo, divertido, ingenioso y sincero. En otras palabras, es mucho mejor de lo que tiene derecho a ser. Es más que suficiente para justificar su existencia".
El elogio, sin embargo, no fue universal. Nick Olszyk, de Catholic World Report, le dio a la película dos de cinco carretes y lo calificó como "un triste final para una hermosa franquicia", alegando que la película violaba "el credo filosófico de la franquicia". Luego se quejó de que la película elimina las "alegorías teístas" de la serie; en su interpretación, los juguetes encuentran su significado en los niños como los cristianos encuentran su significado en "Dios". También critica la película por mostrar una pareja del mismo sexo, e implica que esto la hace inapropiada para los niños.

## Premios y nominaciones
| Premio                                | Categoría                         | Receptor(es)                                                                            | Resultado |
| ------------------------------------- | --------------------------------- | --------------------------------------------------------------------------------------- | --------- |
| Premios Óscar                         | Mejor película de animación       | Josh Cooley, Mark Nielsen y Jonas Rivera                                                | Ganadora  |
| Premios Óscar                         | Mejor canción original            | Randy Newman (por "I Can't Let You Throw Yourself Away")                                | Nominada  |
| Premios Globo de Oro                  | Mejor película animada            |                                                                                         | Nominada  |
| Premios BAFTA                         | Mejor película de animación       | Josh Cooley y Mark Nielsen                                                              | Nominada  |
| Premios Annie                         | Mejor película animada            |                                                                                         | Nominada  |
| Premios Annie                         | Mejores efectos animados          | Alexis Angelidis, Amit Baadkar, Greg Gladstone, Kylie Wijsmuller y Matthew Kiyoshi Wong | Nominada  |
| Premios Annie                         | Mejor música en un filme animado  | Randy Newman                                                                            | Nominada  |
| Premios Annie                         | Mejor doblaje en un filme animado | Tony Hale                                                                               | Nominada  |
| Premios Annie                         | Mejor guion en un filme animado   | Andrew Stanton y Stephany Folsom                                                        | Nominada  |
| Premios Annie                         | Mejor montaje en un filme animado | Axel Geddes, Torbin Xan Bullock y Greg Snyder                                           | Nominada  |
| Premios de la Crítica Cinematográfica | Mejor película de animación       |                                                                                         | Ganadora  |

## Sucesiones y futuro

### Secuela
En febrero del 2019, el productor Mark Nielsen confirmó que Pixar se centrará en hacer películas originales en lugar de secuelas después de Toy Story 4. En The Ellen DeGeneres Show, Tom Hanks declaró que la película sería la última de la saga. Le dijo a Ellen DeGeneres que Tim Allen "Le había advertido sobre el emotivo adiós final entre sus personajes Woody y Buzz Lightyear en Toy Story 4". Sin embargo, Nielsen no descartó la posibilidad de una quinta película, declarando: "Cada película que hacemos, la tratamos como si fuera la primera y la última película que vamos a hacer, así que te obligas a hacerla esperar". No entras en tus esquís. ¿Hay otro? No lo sé. Si lo hay, es el problema de mañana". En febrero de 2023, durante un anuncio de importantes despidos en Disney, el director ejecutivo Bob Iger también anunció que la franquicia continuaría con películas adicionales, y una de ellas es Toy Story 5. Allen confirmó que volverá a interpretar su papel de Buzz en la secuela. Más adelante en el mes, Pixar CCO y exalumno de la franquicia, Pete Docter, declaró que la película será "sorprendente" y tendrá "cosas geniales que nunca antes habías visto". En junio de 2023, Docter confirmó que Woody regresaría en la película. En abril de 2024 Disney anunció que la fecha de estreno de Toy Story 5 sería el 19 de junio de 2026 

### Sucesiones en Disney+
Una serie de formato de cortometrajes de 10 episodios, Forky Asks a Question, se estrenó exclusivamente en el servicio de transmisión de Disney+ en el lanzamiento de la plataforma el 12 de noviembre de 2019.
Un cortometraje titulado Lamp Life, que revela la historia de Bo Peep después de irse de la casa de Andy y antes de volver a reunirse con Woody, se lanzó en Disney+ el 31 de enero de 2020.